# Parapeten

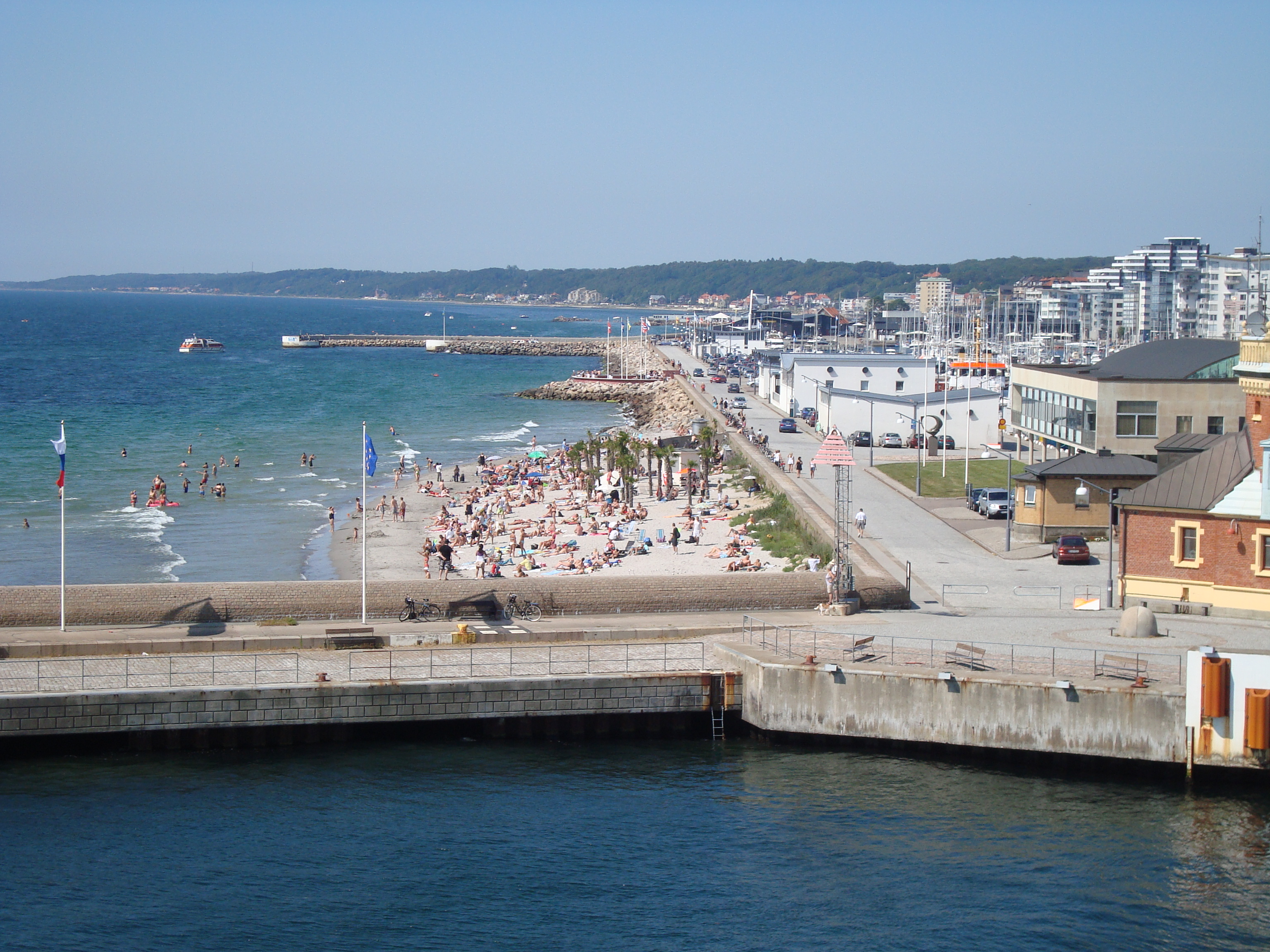
Parapeten sedd från hamninloppet.

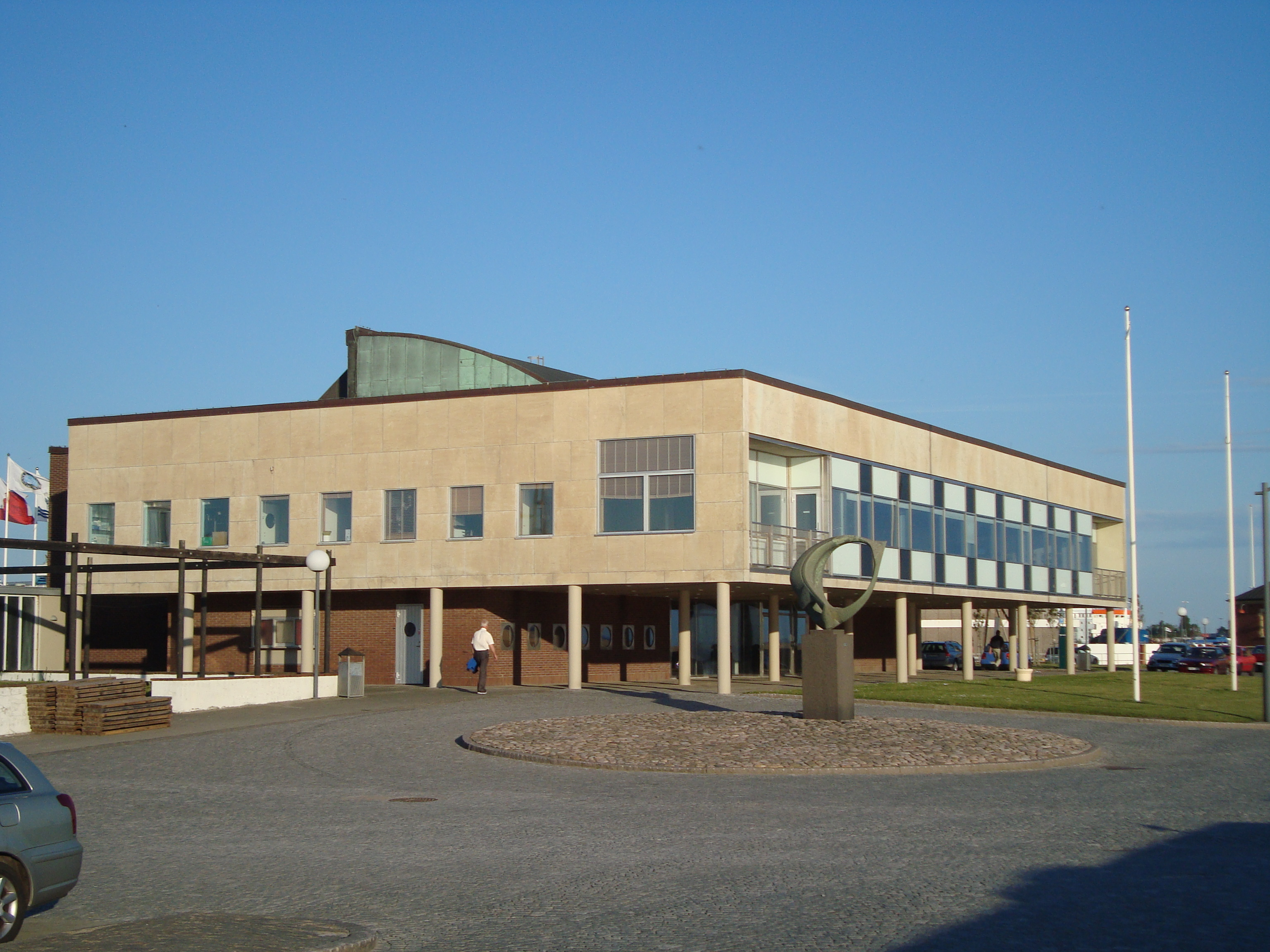
Restaurang Parapeten.

Parapeten är en vågbrytare i Norra Hamnen i Helsingborg. Uppfördes tillsammans med hamnen 1892. Till H55-utställningen var den plats för flera utställningar, då tillkom även Restaurang Parapeten på pirens södra ände.
När Norra hamnen bebyggdes av bostadshus till H99-utställningen omformades Parapeten till en central marina med båthus och Helsingborg Yacht Clubs klubblokaler. Man öppnade även piren i norr och lade istället till en bro så att man kan nå piren från hamnens östra kaj. Bron döptes till Kvick-bron, efter färjan Kvick som gått mellan Parapeten och Hamntorget under H55-utställningen. I Parapetens södra ände, ut mot vattnet, ligger stranden Tropical Beach som skapades till H99-utställningen och numera är en populär badstrand på sommaren.

## Historik

### Tillkomst och tidig verksamhet
Helsingborgs stadsfullmäktige fattade 1884 beslut om uppförandet av Norra hamnen och redan samma år lades en vågbrytare ut genom att ett antal stenkistor sänktes ner cirka 250 meter ut i sundet. Den tilltänkta hamnbassängen innanför indämnades och tömdes på vatten, varefter man började gräva ut bassängen till sju meters djup. De schaktmassor som blev tillgängliga användes bland annat till att fylla ut vågbrytaren till en bred hamnpir, som gjutits upp i betong. Piren blev vid färdigställandet 800 meter, där 600 meter i norr utgjordes av en smalare del längs hamnbassängen och där den södra delen gjordes bredare för att innesluta hamnen och för att kunna hysa byggnader. Längs hamnpirens längd anlades en parapet till skydd för vågorna, vilket gjorde att piren så småningom kom att kallas "Parapeten" i folkmun. Vid pirens södra udde uppfördes 1888–1889 Helsingborgs fyr och lotshus, vilket därmed blev den första byggnaden på piren. Den 29 juli 1890 invigdes restaurangen och dansstället Hamnpaviljongen något söder om fyren. För att underlätta kommunikationerna mellan Hamnpaviljongen och staden inrättades en under 100 meter lång färjelinje från kajen vid Hamntorget över till Parapetens södra del. Rutten trafikerades av den lilla färjan Kvick, som ursprungligen var koleldad, men som 1937 kom i en ny, dieseldriven variant. 
Piren var bred nog att kunna hysa både uppläggningsytor för främst kol och ett stickspår från bangården i norr. År 1923 ersattes den tidigare parapeten av en ny, mer stadig variant i form av en cirka 1,5 meter hög, rundad betongvall, täckt av gula klinkerplattor. Längs piren uppfördes år 1936 Helsingborgs Segelsällskaps klubbhus, ritat av arkitekt Mogens Mogensen, med sin karakteristiska utformning som en fartygsbrygga in mot hamnen. Under andra världskriget kom Hamnpaviljongen att utnyttjas av militären för beredskapssyften. När byggnaden återlämnades efter kriget hade den blivit så nergången att den slutligen revs i februari 1946.

### H55 och framåt

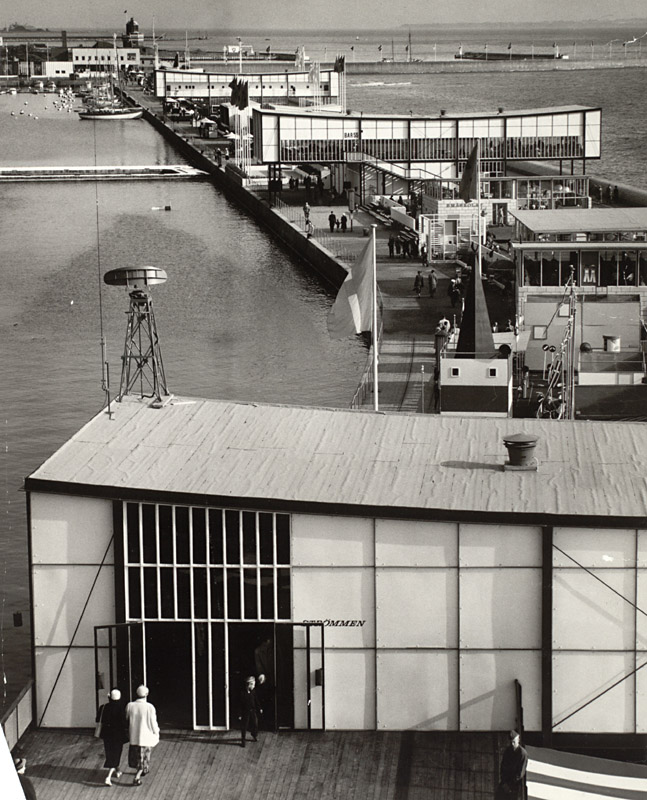
Parapeten under H55-utställningen.

Mellan 10 juni och 28 augusti 1955 hölls den internationella bostads- och konstindustriutställningen H55 i Helsingborg. En stor del av utställningen hölls på Parapeten, vilket ledde till att ett flertal byggnader uppfördes längs hamnpiren. Särskilt framstående var de tre paviljonger som ritats av arkitekt Carl-Axel Acking, som placerats tvärs över Parapeten, i öst-västlig riktning, med sina kortsidor ut mot sundet respektive in mot staden och en på längden utkragande övervåning som vilade på pelare ut över kajpromenaden. De flesta utställningsbyggnaderna var tillfälliga och revs eller flyttades efter H55:s slut, men till utställningen hade även en ny, mer permanent, restaurangbyggnad uppförts på samma plats som Hamnpaviljongen tidigare stått på. Byggnaden fick namnet Restaurang Parapeten, men kom även att kallas Hamnpaviljongen efter sin föregångare. 
Efter utställningen återgick hamnverksamheten till det normala, dock lades färjerutten med Kvick ner 1969, då man ansåg att färjan riskerade att krocka med de större tågfärjorna, vars väg Kvick korsade. Vid samma tid började hamnverksamheten minska allt mer, då stora delar flyttats till nya hamnar i söder, eftersom en allt större del av godshanteringen gått över från styckegods till containertrafik.

### H99 och framåt
Den stora omvandlingen av Parapeten skedde på 1990-talet i samband med att Norra hamnen omvandlades till ett bostadsområde. År 1996 anlades en bro mellan kajen och Parapeten som kom att benämnas "Kvickbron", efter färjan. Norr om bron upprättades en småbåtshamn med sex bryggor ut i hamnbassängen. Ett nytt hamninlopp skapades genom en öppning i Parapetens norra del. Hamnpiren kom genom detta att för första gången ligga fritt. Samtidigt anlades ett antal byggnader i anknytning till småbåtshamnen: ett antal redskapsbodar och ett klubbhus för Helsingborg Yacht Club. Söder om Kvickbron och segelsällskapets gamla klubbhus uppfördes ett antal yttelrigare paviljongbyggnader för kustbevakningen, lots, bogserbolaget och räddningstjänsten. När bostadsbebyggelsen vid kajen stod klar 1999, hölls ännu en utställning i form av bomässan H99 med stora delar av verksamheten längs Parapeten. Bland annat visades 15 enkla "flyt(t)bara hus" bestående av husbåtar på 15-30 m² längs pirkanten. Dessutom hade man återfunnit en av Ackings tre paviljonger från H55-utställningen som återställdes och placerades vid färjan Kvicks gamla anläggningsplats. Vid den mindre strand som genom sedimentation bildats vid Parapetens södra del anlades en "Tropical Beach", bestående av solstolar, palmer och utlagda trädäck. Tropical Beach blev en sådan framgång att Helsingborgs stad beslutade att fortsätta anlägga denna inför varje sommar.